# ویلیام گودل
ویلیام گودل (انگلیسی: William Goodell؛ ۱۷ اکتبر ۱۸۲۹ – ۲۷ اکتبر ۱۸۹۴) پزشک زنان اهل ایالات متحده آمریکا بود که بابت گزارش و توصیف نشانه گودل شهرت دارد.
ویلیام گودل دانش‌آموختهٔ دانشگاه توماس جفرسون فیلادلفیا بود و تا سال ۱۸۶۱ در قسطنطنیه کار کرد. سپس به آمریکا بازگشت و مطب خصوصی خود را در وست چستر، پنسیلوانیا راه انداخت. او در سال ۱۸۷۰ استاد رشتهٔ پزشکی زایمان در دانشگاه پنسیلوانیا شد و در سال ۱۸۷۴ استادتمام رشتهٔ بیماری‌های زنان و کودکان گردید. او در سال ۱۸۷۷ به عضویت انجمن فیلسوفان آمریکا انتخاب شد.
ویلیام گودل در سال ۱۸۸۲ یک تومور ۵۰٫۸ کیلوگرمی را از شکم یک زن ۳۱ ساله خارج کرد و پس از خارج کردن این تومور بزرگ، معلوم شد وزن بیمار تنها ۳۴ کیلوگرم است.